# Ratt
Ratt er et heavy metal-band fra San Diego, USA. De blev stiftet i 1979.

## Medlemmer
- Stephen Pearcy – vokal
- Warren DeMartini – guitar
- Bobby Blotzer – trommer
- Robbie Crane – bass
- John Corabi – guitar

## Diskografi
- Ratt (EP) (1983)
- Out of the Cellar (1984)
- Invasion of Your Privacy (1985)
- Dancing Undercover (1986)
- Reach for the Sky (1988)
- Detonator (1990)
- Collage (1997)
- Ratt (1999)
- Infestation (2010)

## Ekstern henvisning
- Officiel hjemmeside
- Ratt på Discogs.com

| Musik | Spire Denne musikartikel er en spire som bør udbygges. Du er velkommen til at hjælpe Wikipedia ved at udvide den. |